# Таллос (Луїзіана)
Таллос (англ. Tullos) — місто (англ. town) в США, в округах Ла-Салл і Вінн штату Луїзіана. Населення — 304 особи (2020).

## Географія
Таллос розташований за координатами 31°49′2″ пн. ш. 92°19′36″ зх. д. / 31.81722° пн. ш. 92.32667° зх. д. (31.817355, -92.326754).  За даними Бюро перепису населення США в 2010 році місто мало площу 4,16 км², з яких 4,10 км² — суходіл та 0,05 км² — водойми.

## Демографія
Згідно з переписом 2010 року, у місті мешкало 385 осіб у 150 домогосподарствах у складі 107 родин. Густота населення становила 93 особи/км².  Було 191 помешкання (46/км²).
Расовий склад населення:
| - 94,5 % — білих - 2,6 % — корінних американців - 0,8 % — чорних або афроамериканців |

До двох чи більше рас належало 1,6 %. Частка іспаномовних становила 1,6 % від усіх жителів.
За віковим діапазоном населення розподілялося таким чином: 28,1 % — особи молодші 18 років, 56,8 % — особи у віці 18—64 років, 15,1 % — особи у віці 65 років та старші. Медіана віку мешканця становила 40,1 року. На 100 осіб жіночої статі у місті припадало 100,5 чоловіків;  на 100 жінок у віці від 18 років та старших — 95,1 чоловіків також старших 18 років.
Середній дохід на одне домашнє господарство  становив 39 295 доларів США (медіана — 32 813), а середній дохід на одну сім'ю — 53 299 доларів (медіана — 50 938). Медіана доходів становила 35 625 доларів для чоловіків та 31 667 доларів для жінок. За межею бідності перебувало 22,8 % осіб, у тому числі 23,7 % дітей у віці до 18 років та 24,2 % осіб у віці 65 років та старших.
Цивільне працевлаштоване населення становило 116 осіб. Основні галузі зайнятості: сільське господарство, лісництво, риболовля — 31,9 %, освіта, охорона здоров'я та соціальна допомога — 25,0 %, публічна адміністрація — 12,1 %, транспорт — 10,3 %.